# Arnold Wesenfeld

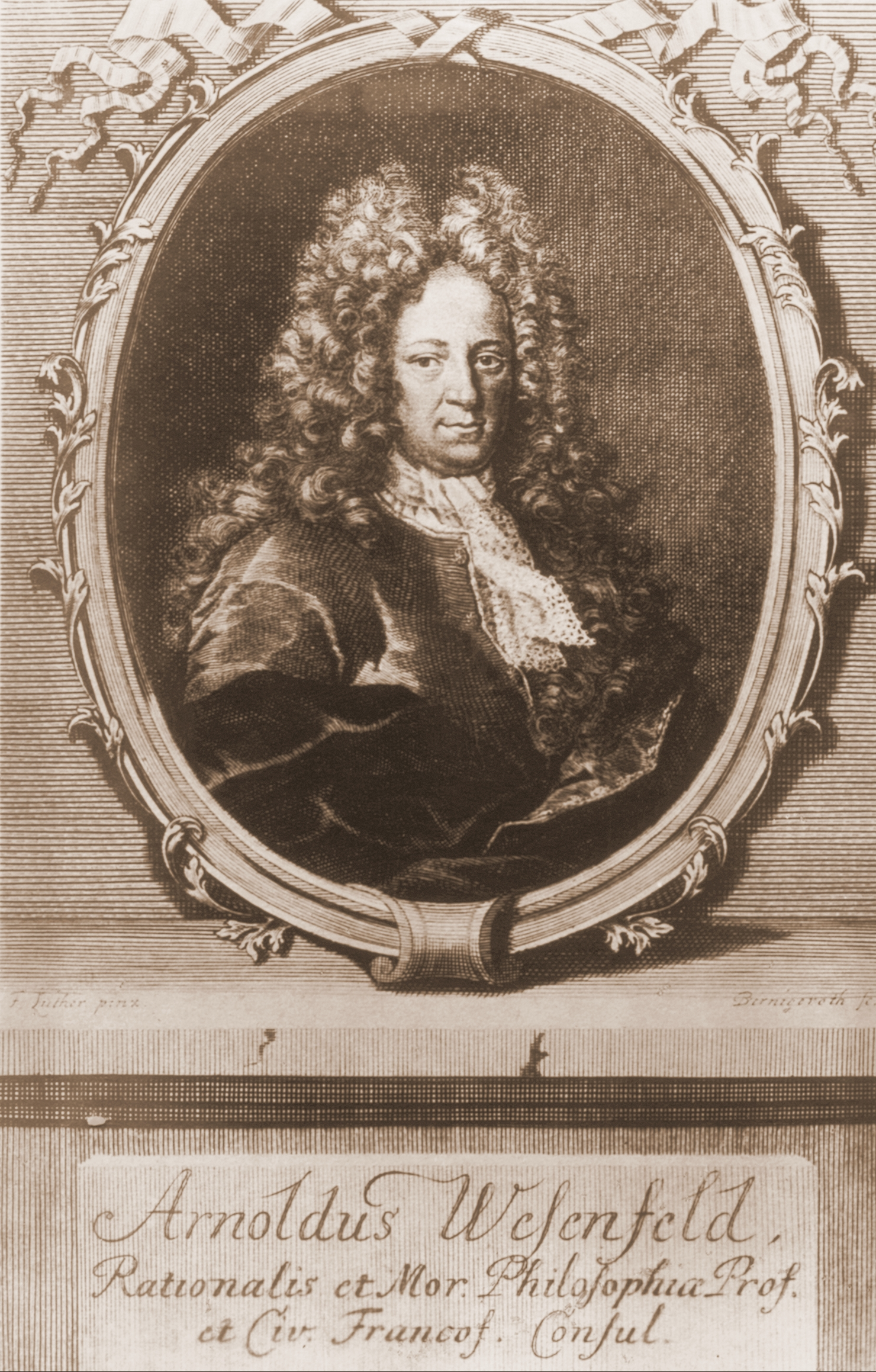
Prof. Dr. Arnold(us) Wesenfeld, Kupferstich von Martin Bernigeroth nach einem Gemälde von F. Luther

Arnold Wesenfeld auch: Arnoldus, auch: Vesenfeld (* 10. Juli 1664 in Bremen; † 8. Oktober 1727 bzw. 12. Oktober 1727 in Frankfurt) war ein deutscher Hochschullehrer und Rektor der Brandenburgischen Universität Frankfurt sowie Bürgermeister der Stadt Frankfurt a. O.

## Leben
Wesenfeld war der Sohn des Bremer Handelsmannes Arnold III. (Arend) Vesenfeld und seiner Frau Anna, geb. Wessels. Dort durchlief er zunächst die Lateinschule und trat drei Jahre nach dem Tode seines Vaters 1681 in das Bremer Gymnasium illustre ein, in dem er mehrere Jahre zubrachte. Unter der Obhut seines Onkels, des Prof. theol. et phil. Johann Riesselmann, der die Vaterstelle versah, studierte er an der Universität in Frankfurt (Oder) Theologie, Philosophie und schöne Wissenschaften. Später lernte er beruflich den Verfasser zahlreicher Schriften, den Danziger Theologen Stephanus Wolters kennen, mit dessen Tochter Cornelia er sich am 20. Oktober 1699 in Danzig verheiratete. Aus dieser Ehe gingen neun Kinder hervor, von denen vier im Kindesalter verstarben. Zu seinen Nachfahren gehören der Fabrikant und Politiker Carl Ludwig Wesenfeld, dessen Söhne Carl Ludwig Wesenfeld und Paul Wesenfeld sowie die Kinder des Barmer Fabrikanten Julius Erbslöh.

## Wirken
Am 17. April 1691 erhielt Wesenfeld die philosophische Doktorwürde und hielt Vorlesungen an der Frankfurter Universität. Bereits am 1. Februar des folgenden Jahres wurde er an ebendieser Universität als Professor der Logik, Ethik und Metaphysik bzw. der rationalen und ethischen Philosophie in das Ordinariat der Hochschule aufgenommen. In den Jahren 1698 und 1703 bekleidete Arnold Wesenfeld das Rektorat. Er genoss allgemeines Vertrauen auch in städtischen Kreisen. Die Bürgerschaft wählte ihn als Konsul in den Senat und viele Jahre bekleidete er nebenamtlich das Amt eines zweiten Bürgermeisters der Stadt. Neben dieser vielseitigen amtlichen Tätigkeit war Arnold auch schriftstellerisch tätig und gab eine Reihe von Schriften und Reden heraus. Während seine 1718 in deutscher Sprache verfasste Abhandlung An die mitten unter den Christen suchenden aber vergeblich findenden Heiden die wirklichen Zustände der damaligen Christenheit beschreibt, zeigt die 1721 herausgegebene Schrift Versuch einer Verbesserung der Moral unter den Christen ein tiefes Eindringen in die philosophischen Probleme der Zeit. Philipp Jacob Spener hatte 1675 mit seiner Pia desideria großes Aufsehen erregt und auf eine Besserung des in starrer Orthodoxie verflachten kirchlichen Christentums hingearbeitet. Der sich hieraus entwickelnde Pietismus ging zwar mit Spener von lutherischer Seite aus, fand aber auch in reformierten Kreisen Widerhall. Wesenfeld griff mit seinen Schriften in diese Strömungen ein, in denen auch er eine Besserung von Wandel und Leben verfocht.

## Schriften (Auswahl)
- De iniuria hominis in se quoad animam et dignitatem hominis. Dissertation, Frankfurt/O. 1691.
- Dissertatio de natura definitionis. Frankfurt/O. 1692.
- Dissertationes IV de philosophia sectaria et electica. Frankfurt/O. 1694.
- Georgica animae et vitae. Eine theoretische und praktische Abhandlung über die Gemüthszustände und Leidenschaften. Frankfurt/O. 1696.
- Passiones animi. Frankfurt/O. 1713.
- An die mitten unter den Christen suchenden aber vergeblich findenden Heiden. Frankfurt/O. 1718.
- Theosophia theoretico-practica. Frankfurt/O. 1721.
- Versuch einer Verbesserung der Moral unter den Christen. Frankfurt/O. 1721.
- Methodus disserendi et conferendi, h. e. ratio et via recte disserendi. Frankfurt/O. 1729.